# 岐阜県百年公園
岐阜県百年公園（ぎふけんひゃくねんこうえん）は、岐阜県関市にある公園（岐阜県営都市公園）である。百年公園ともいう。指定管理者制度により青協・吉村・昭和業務特別共同企業体が管理運営を行っている。
1971年（昭和46年）、岐阜県置県100周年記念事業として計画され、1975年（昭和50年）開設される。
園内には岐阜県博物館がある。

## 概況

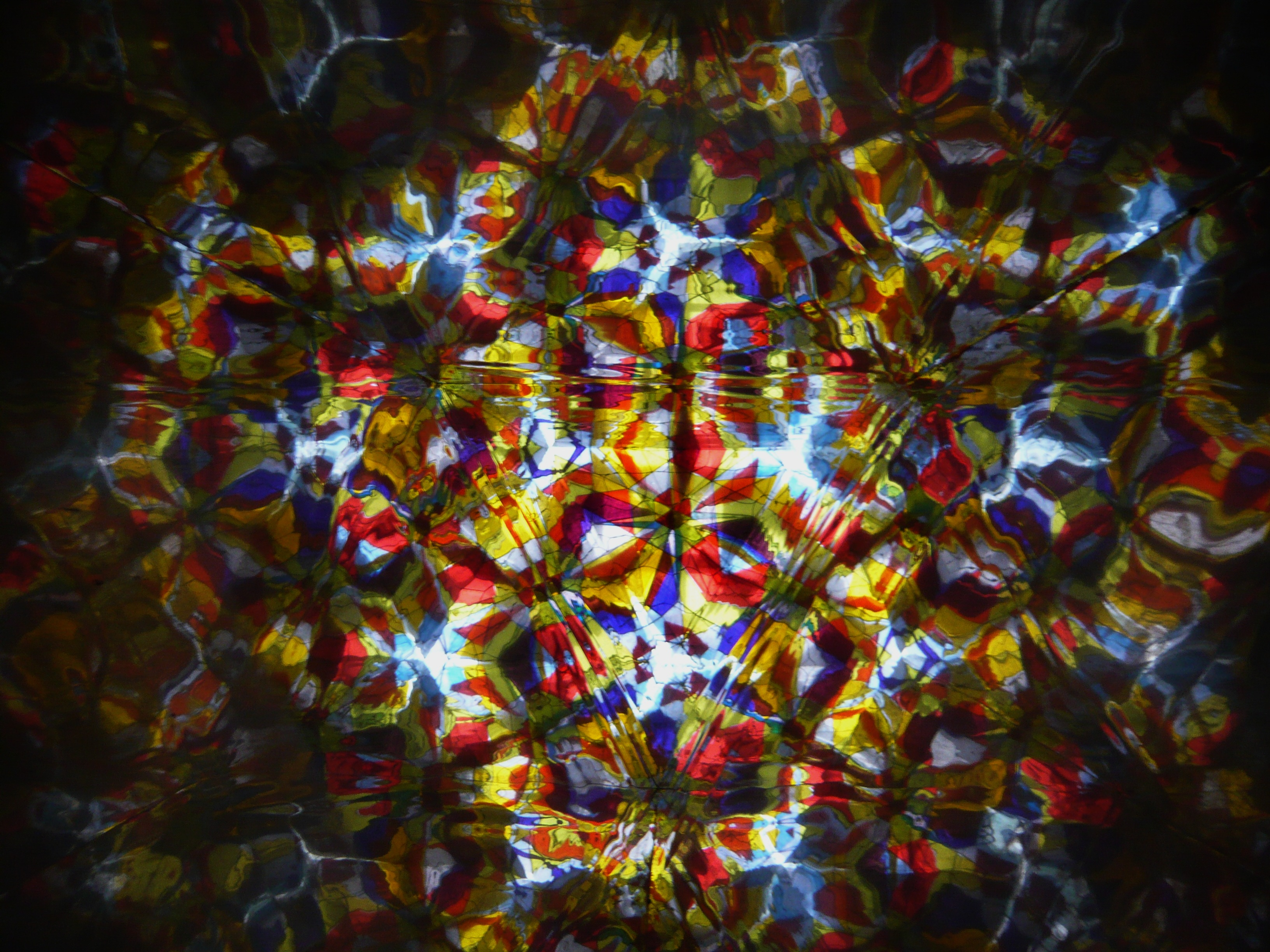
巨大万華鏡の内部

- 広さは約100ha。里山をイメージした公園である。
- 人が内部に入って観ることが出来る巨大万華鏡が設置してある。
- 園内には岐阜県博物館の他、レストハウスが併設されている。
- 菖蒲園、花木園、紅葉園、香木園など、植物が豊富である。初夏は菖蒲の名所、秋には紅葉の名所としても知られている。
- 芝生広場、トリム広場、展望広場などの子供も楽しめる施設や、1周約2.4kmのサイクリングロード、テニスコートなどが整備されている。
- 園内（岐阜県博物館、一部施設を除く）は無料だが、駐車場は長らく有料(300円)であった。2015年(平成27年)4月1日からは駐車場も無料化された。
- 2025年（令和7年）7月13日に園内で電気系統に不具合（受変電設備へ送電する園内高圧ケーブルの不良）が発生し園内全域で停電が発生。同月15日から臨時休園となっていたが、同月30日から一部再開する。

## 主な施設
- レストハウス
- テニスコート（有料）
- グラウンドゴルフ（有料） - 2025年3月31日閉鎖
- ドッグラン（有料）
- サイクリングコース（有料）
- バーベキューコート（有料）
- 展望台
- ちびっこ広場
- 子ども広場
- 芝生広場
- トリム広場
- 巨大遊具広場
- 児童園・徒歩池
- 鑑賞池
- 花菖蒲園
- もみじ園
- ミモザ園
- 花木園
- 紅葉園
- 香木園
- 岐阜県博物館

## 所在地
- 住所：〒501-3941 岐阜県関市小屋名1966

## アクセス

### 公共交通機関
- 岐阜バス「小屋名」バス停下車、徒歩約20分。
- 関市内巡回バスわかくさ小金田線「百年公園」バス停（百年公園北口に位置する）下車、徒歩すぐ。

### 自動車
- 東海北陸自動車道関ICから北口駐車場までおよそ3km。南口駐車場までおよそ1.5km。